# Топонимический словарь Северо-Востока СССР
Топонимический словарь Северо-Востока СССР — однотомный топонимический словарь на русском языке. Предназначен для картографов, географов, журналистов, работников издательств и других организаций, а также для широкого круга читателей.
Составлен совместно В. В. Леонтьевым и К. А. Новиковой. Вышел в Магадане в 1989 г. после смерти обоих авторов.
Авторы собрали огромный фактический материал (около 44 тысяч названий) о географических названиях Крайнего Северо-Востока СССР (Магаданской, Камчатской области и частично Якутской АССР), о территориальном распространении разноязычных топонимов, способах их структурного образования.

## Отзывы
«Словарь стал настольной книгой учёных-языковедов, краеведов». 
«Неоценимую помощь оказывает „Топонимический словарь северо-востока СССР“» (Бурыкин, Алексей Алексеевич. Историко-этнографические и историко-культурные аспекты исследования ономастического пространства региона : (топонимика и этнонимика Восточной Сибири) / А. А. Бурыкин ; Российская акад. наук, Ин-т лингвистических исслед. — Санкт-Петербург : ПВ, 2006. С.14)

## Библиографическое описание
Топонимический словарь Северо-Востока СССР / В. В. Леонтьев, К. А. Новикова; Науч. редакция Г. А. Меновщикова; АН СССР, Дальневост. отд-ние, Сев.-Вост. комплекс. НИИ, Лаб. археологии, истории и этнографии. — Магадан : Кн. изд-во, 1989. — 456,[1] с., [1] л. карт.; 21 см; ISBN 5-7581-0044-7 (В пер.) : 3 р.